# Jai Hindley
Jai Hindley   (Perth, 5 de maig de 1996) és un ciclista australià professional des del 2016 i actualment a l'equip Bora-Hansgrohe. Especialista en curses per etapes, destaca per la seva victòria final al Giro d'Itàlia del 2022, sent el primer australià en aconseguir-ho.
El 2016 va obtenir un contracte amb l'equip continental taiwanès Attaque Gusto. Al febrer fou 18è al Herald Sun Tour i després va marxar a Europa, on va obtenir diversos top 10. A l'agost va guanyar el Gran Premi Capodarco i després va acabar cinquè a la general del Tour de l'Avenir. El 2017 va disputar la seva primera cursa del World Tour, el Tour Down Under, on acabà en 25a posició corrent amb la selecció australiana. Amb aquest mateix equip va disputar la Cadel Evans Great Ocean Road Race i el Herald Sun Tour, on fou segon i millor jove de la cursa. El 16 de febrer fitxà per l'equip Mitchelton Scott. En les curses europees destaca la victòria a la Toscana-Terra de ciclisme, la segona posició al Trofeu de la ciutat de San Vendemiano i la tercera al Girobio, rere Pavel Sivakov i Lucas Hamilton
El 2018 fitxà pel Team Sunweb i disputà la seva primera gran volta, la Volta a Espanya. El 2019 disputà el Giro d'Itàlia i fou segon a la Volta a Polónia.
El 2020, marcat per la pandèmia de COVID-19 i l'aturada de les curses entre març i juliol, va guanyar el Herald Sun Tour, disputat el febrer i guanyà una etapa i fou segon a la general del Giro d'Itàlia. El 2021 fou un any marcat per les lesions i diversos abandonaments.
El 2022 fitxà per l'equip Bora-Hansgrohe. Després de disputar una bona Tirrena-Adriàtica, on fou cinquè a la general, es presentà al Giro d'Itàlia amb grans ambicions. Guanyà la novena etapa i la general, imposant-se a Richard Carapaz en una destacada exhibició en al penúltima etapa amb final a la Marmolada.
Del 2023 destaca la seva primera participació al Tour de França, cursa en la què guanyà la cinquena etapa i que va liderar durant una etapa.

## Palmarès
- 2016
  - 1r al Gran Premi Capodarco
- 2017
  - 1r a la Toscana-Terra de ciclisme
  - 1r al Tour de Fuzhou i vencedor d'una etapa
  - Vencedor d'una etapa del Giro Ciclistico d'Itàlia
- 2020
  - 1r Herald Sun Tour i vencedor de 2 etapes
  - Vencedor d'una etapa al Giro d'Itàlia
- 2022
  -  1r al Giro d'Itàlia i vencedor d'una etapa
- 2023
  - Vencedor d'una etapa al Tour de França

### Posició a la classificació general a les grans voltes
| Cursa | Cursa           | 2018 | 2019 | 2020 | 2021 | 2022 | 2023 | 2024 | 2025 |
| ----- | --------------- | ---- | ---- | ---- | ---- | ---- | ---- | ---- | ---- |
|       | Giro d'Itàlia   | —    | 35è  | 2n   | Ab.  | 1r   | —    | —    |      |
|       | Tour de França  | —    | —    | —    | —    | —    | 7è   | 18è  |      |
|       | Volta a Espanya | 32è  | —    | —    | —    | 10è  | —    | —    |      |

### Resultats al Tour de França
- 2023. 7è de la classificació general. Vencedor d'una etapa.  Porta el mallot groc durant una etapa
- 2024. 18è de la classificació general

### Resultats a la Volta a Espanya
- 2018. 32è de la classificació general
- 2022. 10è de la classificació general

### Resultats al Giro d'Itàlia
- 2019. 35è de la classificació general
- 2020. 2n de la classificació general. Vencedor d'una etapa
- 2021. No surt (14a etapa)
- 2022.  1r de la classificació general. Vencedor d'una etapa